# Mistrovství Evropy v zápasu ve volném stylu 1990
Mistrovství Evropy v zápasu ve volném stylu mužů proběhl v Poznani (Polsko).

## Muži
| Kategorie | Zlato             | Stříbro            | Bronz             |
| --------- | ----------------- | ------------------ | ----------------- |
| 48 kg     | Romică Rașovan    | Marian Nedkov      | Reiner Heugabel   |
| 52 kg     | Šaban Trstena     | Volodimir Toguzov  | Ivan Conov        |
| 57 kg     | Rumen Pavlov      | Laszlo Miklosch    | Ali Alisultanov   |
| 62 kg     | Ralf Lyding       | Karsten Polky      | Rosen Vasilev     |
| 68 kg     | Fevzi Şeker       | Georg Schwabenland | Abdula Magomedov  |
| 74 kg     | Nazyr Gadžichanov | Claudiu Tămăduianu | Valentin Želev    |
| 82 kg     | Hans Gstöttner    | Elmad Džabrajilov  | Sebahattin Öztürk |
| 90 kg     | Vagab Kazibekov   | Gábor Tóth         | Kenan Şimşek      |
| 100 kg    | Aravat Sabejev    | Andrzej Radomski   | Mahmut Demir      |
| 130 kg    | Andreas Schröder  | Kiril Barbutov     | Andrej Šumilin    |